# Načrtovanje nasledstva
Načrtovanje nasledstva je metodičen proces izbire izobraževanje in poklicne priprave naslednikov za vodstvena delovna mesta. V slovenščini se poleg izraza načrtovanje nasledstva uporabljata tudi izraza žetev in sukcesija.
Pri načrtovanju nasledstva gre za pomemben korak v podjetnikovi karieri in prav zaradi zagotavljanja kontinuitete dela v podjetju bi morali izvršni delavci proces načrtovati skozi daljše časovno obdobje in v vsakem trenutku vedeti, kateri so možni kandidati, kako opravljajo svoje delo in kako blizu so prevzemu vodstvene vloge.

## Pomembni vidiki pri načrtovanju nasledstva
V grobem lahko proces načrtovanja nasledstva razdelimo na tri ključne faze: načrtovanje, predaja podjetja in obdobje po izstopu. Ob tem sta prvi fazi težko razločljivi, saj je izročitev podjetja v bistvu le trenutek, ko se zaključi faza načrtovanja, nujno pa mora obsegati vse teoretične in praktične priprave iz prve faze.
Uspešno vodenje tranzicije je rezultat sodelovanja med odhajajočo in nasledstveno generacijo, ki temelji na vzajemni odgovornosti, spoštovanju in predanosti (družinskemu) podjetju. Ob tem so ti identificirali štiri glavne elemente omenjenega sodelovanja: zgodnji začetek planiranja, priprava načrta prehoda, učenje in priprava naslednika ter načrtovanje upokojitve.
Hawkey je ob opisanem modelu poudaril še več pomembnih dejavnikov, ki vplivajo na izbiro trenutka izhoda iz podjetja. Ti so stanje gospodarstva, čas, ki je na voljo za načrtovanje in vpliv davčenja. Gospodarstvo se namreč giba v ciklih (obdobju gospodarske rasti praviloma sledi recesija) in stanje gospodarskega cikla je ključnega pomena za uspešnost predaje nasledstva. Če je načrtovanje mogoče, je tega potrebno izpeljati v času konjunkture (gospodarske rasti), saj so pogoji za podjetništvo takrat ugodni (visoko povpraševanje, nizke obrestne mere in posledična dostopnost kapitala), kar ne samo olajša iskanje naslednika, ampak mu ob tem nudi več časa za uvajanje in sprejemanje novih obveznosti.
V idealnih pogojih bi proces načrtovanja nasledstva trajal vsaj tri do pet let, vendar je v praksi tako obdobje težko dosegljivo (podjetje je pogosto potrebno predati takoj). Vsak proces načrtovanja, ki traja manj kot dve leti (kratkoročni načrti) je v bistvu kompromis, saj v tako kratkem obdobju ni mogoče vzpostaviti primernega sistema ocenjevanja in izvesti optimizacije poslovanja, prav tako je pogosto nerealno pričakovati, da se bo bodoči naslednik uspešno vpeljal v novo delo.

## Tipi nasledstva
V grobem ločimo med zunanjimi in notranjimi nasledniki. Po mnenju A. Hills je tako za zaposlene kot za podjetje bolj privlačen notranji tip nasledstva. Posamezniki, ki že delujejo v podjetju namreč bolje poznajo okolje in sodelavce, prav tako taka napredovanja zaposlenim nudijo možnost za rast in razvoj, kar jih ob delu dodatno motivira. 
Za notranjega naslednika se šteje vsak, ki je pred prevzemom funkcije v podjetju deloval že vsaj dve leti, pri načrtovanju pa je potrebno ugotoviti, ali v podjetju želimo zagotoviti kontinuiteto dela ali vpeljati določene spremembe. V podjetjih je ob bolezni, smrti ali upokojitvi vodilnih zaposlenih pogostejši način ohranjanje ustaljenih delovnih praks.
Iskanje zunanjega naslednika je pogosto posledica slabega delovanja obstoječega vodstva ali pomanjkanja dovolj usposobljenih zaposlenih, ki bi delo učinkovito opravljali. Slabost zunanjega naslednika je v njegovem slabem poznavanju podjetja in specifičnih funkcij, prav tako se še ni vpeljal v organizacijsko klimo in delovno okolje. Po drugi strani pa lahko ravno tak posameznik v podjetje pripelje nove strateške usmeritve in izboljša poslovanje. Barron in sodelavci zato ugotavljajo, da je ob iskanju zunanjega naslednika pomembno upoštevati njegovo podobnost z odhajajočim zaposlenim. 
Poleg naslednikov za vodstvene položaje se lahko podjetja odločijo tudi za iskanje naslednikov za strokovna delovna mesta, saj ob odhodu taki delavci s seboj odnesejo veliko znanja in veščin, ki so za podjetje izrednega pomena. Poleg znanja o odločitvah in metodah imajo strokovni delavci namreč tudi specializirana znanja, ki podjetju prinašajo konkurenčno prednost, zato je tako načrtovanje še posebno pomembno za podjetja, ki delujejo na trgu z deficitarnim kadrom.

## Razlogi za nasledstvo
Razlogi za izstop iz podjetja in posledične potrebe po zagotavljanju nasledstva so zelo raznoliki in odvisni od posameznika ter podjetja. Po mnenju Johna Hanka jih delimo v dve večji skupini; na osebne in poslovne razloge.
Med osebne razloge spadajo upokojitev, zdravstvene težave, družinski pritiski, prerazporejanje premoženja, izgorelost, novi poslovni interesi ter občasno tudi dobre ponudbe za odkup podjetja (nekateri vodilni zaposleni denimo menijo, da so v svojem življenju že zaslužili dovolj in jim več ni potrebno delati).
Med poslovne razloge štejemo insolventnost podjetja, prenizke prihodke od prodaje ali nizek dobiček. Za razliko od osebnih razlogov, ki so večinoma pričakovani in načrtovani, so ti večkrat nenadni. Prav zaradi možnosti akutne potrebe po iskanju nasledstva je za vodilne in za podjetje veliko bolj varno, če je nasledstvo že dlje časa načrtovano – preden torej nastopi potreba.
Številni avtorji so se ukvarjali tudi z odporom pri planiranju nasledstva in iskanju razlogov za neplaniranje. Te je mogoče kategorizirati na tri glavne točke: ustanovitelja, družino in zaposlene v podjetju ter splošno podjetniško okolje. Zaposleni so, predvsem v manjših podjetjih, včasih močno naklonjeni ustanovitelju in ne verjamejo, da bi lahko podjetje kdo vodil enako uspešno ali da je v podjetju pod novim vodstvom sploh smiselno vztrajati.
Eden glavnih razlogov, ki izhajajo iz ustanovitelja je strah pred smrtjo; Benson, Crego in Drucker namreč menijo, da načrtovanje nasledstva pomeni soočanje z minljivostjo in vdajanje v usodo. Drugi pomembni vidiki so še strah pred izgubo kontrole, moči in identitete, nezmožnost planiranja (podjetniki so po navadi bolj ljudje akcije kot načrtovalci), nesposobnost izbire pravega naslednika (predvsem v družinskih podjetjih, kjer družinske vezi predhodijo strokovno usposobljenost), strah pred upokojitvijo in z njo povezanih sprememb v življenju ter ljubosumje in rivalstvo (največkrat usmerjeno na potencialnega naslednika). Prav slednje je po izsledkih Vadnjala pogosto prisotno v družinskih podjetjih, kjer že pred prevzemom prihaja do konfliktov med očeti in sinovi.
Od družinskih razlogov je najpogostejši odpor zakonskega partnerja (večinoma žene), saj imajo ti pogosto neformalno vlogo v strukturi podjetja (ob tem pa je potrebno poudariti, da sta prav želja ali ultimat partnerja eden od pogostih razlogov za odhod iz podjetja). Poleg tega lahko načrtovanje vodilni delavci odložijo tudi zaradi družinskih tabujev (denimo pogovorov o življenju po odhodu ali smrti staršev, pogovori o finančnem stanju, dediščini) in predpostavke o enakosti vseh otrok, ki preprečuje izbiro najbolj sposobnega.

## Načrtovanje nasledstva v malih in srednjih podjetjih
Najpogostejša težava, s katero se srečujejo majhna in srednja podjetja je pomanjkanje zavedanja potrebe po načrtovanju nasledstva, saj le redko razmišljajo o tem, da je njihov izstop iz podjetja slej ko prej neizbežna. Prav tako je načrtovanje nasledstva za majhne in srednje podjetnike preveč kompleksen proces, ki si ga težje privoščijo tako iz finančne kot časovne plati ter odsotnosti podpornih mehanizmov (npr. borza podjetij, usposobljeni svetovalci, kvalitetna literatura). 
S problemom nasledstva v malih in srednjih podjetjih se strokovnjaki ukvarjajo že od šestdesetih let prejšnjega stoletja, a se kljub dolgi tradiciji še ni razvila celostna teorija o njegovem načrtovanju, ob tem pa poudarjajo, da je oblikovanje takšne teorije zaradi raznolikosti podjetniškega sveta praktično nemogoče.